# Vărbjane
Vărbjane (bulgariska: Върбяне) är ett distrikt i Bulgarien.   Det ligger i kommunen Obsjtina Kaspitjan och regionen Sjumen, i den nordöstra delen av landet, 300 km öster om huvudstaden Sofia.